# Servicio de Seguridad del Estado de Georgia
El Servicio de Seguridad del Estado de Georgia (en georgiano: სახელმწიფო უსაფრთხოების სამსახური, SUS ), abreviado SSEG, es una agencia de inteligencia estatal de Georgia que se encuentra bajo la autoridad del Gobierno, cubre un amplio espectro de tareas para preservar la seguridad nacional de acuerdo con la legislatura estatal y las leyes pertinentes.
Sus misiones son proteger el orden constitucional, la soberanía, la integridad territorial y el potencial militar de Georgia de los ataques de grupos o individuos extranjeros; prevenir el cambio violento e inconstitucional del orden y la autoridad estatal. Además, de garantizar la seguridad económica y luchar contra el terrorismo a nivel nacional e internacional, el crimen organizado transnacional y el crimen internacional, así como llevar a cabo medidas para prevenir, detectar y reprimir la corrupción.
La agencia también es responsable de proteger los secretos de Estado. La agencia es una antigua rama subordinada al Ministerio del Interior de Georgia que fue reactivada en 2015.
El jefe de la agencia responde al Primer Ministro.

## Historia
La primera unidad del Servicio de Seguridad del Estado – Escuadrón Especial (en georgiano: განსაკუთრებული რაზმი)- fue introducida y aprobada el 26 de julio de 1918 en la República Democrática de Georgia. Sus tareas incluían la supresión de levantamientos bolcheviques, la lucha contra insurgentes, detener falsificadores, criminales y todas las actividades necesarias para la seguridad de la República Democrática de Georgia. El primer jefe del Escuadrón Especial fue Melchizedek Kedia. 
Después de la ocupación soviética de Georgia en 1921, se creó una nueva institución represiva. En principió, formaba parte del Ministerio de Seguridad del Estado de la República Socialista Soviética de Georgia, que fue reformada repetidamente y fusionado con el Ministerio del Interior a lo largo de varias décadas antes de que ambos ministerios finalmente se fusionaran en 2003.
Antes de la secesión de la Unión Soviética en 1991, la República tenía su propia agencia de inteligencia republicana basada en el Comité de Seguridad del Estado (KGB), que se destacaba en parte porque la dirección del partido consideraba que el KGB georgiano era la más eficaz de las ramas regionales del KGB. La KGB georgiana estuvo bajo el gobierno de 30 años de Aleksi Inauri y Givi Gumbaridze durante la mayor parte de su existencia.
Hasta 2015, la Agencia de Seguridad del Estado era parte integral del MIA y su componente principal de inteligencia y contrainteligencia. Sin embargo, en la lucha contra el terrorismo, Georgia carecía de una fuerza uniforme y coordinada, ya que muchas unidades policiales y organismos gubernamentales afirmaban que la lucha contra el terrorismo era su área de responsabilidad, a pesar de que ya existía desde hacía muchos años una unidad antiterrorista especializada y designada. Con el fin de unificar los esfuerzos de todas las instituciones, en 2014 se creó un mecanismo interinstitucional que funcionaría como un grupo de trabajo conjunto subordinado a un consejo de gestión de crisis en caso de que se produjeran grandes ataques terroristas.Sin embargo, como resultado de la creciente amenaza del terrorismo internacional, el gobierno georgiano decidió restablecer el Servicio de Seguridad del Estado como una agencia separada e independiente y asignarle misiones y actividades prioritarias relacionadas con la lucha contra el terrorismo. Para esta tarea, la unidad antiterrorista de élite del país ha sido transferida al SSEG para todas las medidas operativas.

## Áreas

### Lucha contra el terrorismo
La lucha contra el terrorismo es una de las principales prioridades del SSEG, en particular debido a los recientes acontecimientos en Oriente Medio. Georgia ha participado en la guerra contra el terrorismo desde el principio y, en cierta medida, se ha convertido cada vez más en un país de tránsito para combatientes y potenciales terroristas islámicos, a medida que la violencia sigue aumentando continuamente en las naciones árabes en conflicto.Aunque la probabilidad de un ataque terrorista puede ser mínima para el propio país, tales actividades socavan y ponen en peligro los esfuerzos políticos y militares de las naciones aliadas y asociadas, por lo que los esfuerzos de Georgia en esas áreas son esenciales no sólo para la seguridad regional. Si se requieren medios operativos y quirúrgicos directos para disuadir y combatir eficazmente las amenazas terroristas, la agencia despliega dos unidades especiales, una de las cuales es parte de la División de Operaciones Especiales y opera principalmente a nivel nacional para contener a individuos o células enteras que realizan actividades radicales que ponen en peligro la seguridad nacional.El Centro Antiterrorista es la división principal dedicada predominantemente a la guerra antiterrorista y cuenta con la fuerza más experimentada y designada del país en esa área.
De acuerdo con sus tareas y actividades, los miembros de su fuerza de intervención táctica se entrenan regularmente en todas las formas de combate, particularmente en relación con la lucha contra el terrorismo, incluyendo, entre otros, cursos especiales de francotiradores, guerra alpina, entrenamiento especial CQB, búsqueda y destrucción de campamentos terroristas, especialización en dispositivos explosivos, su desactivación y despliegue de medios para prevenir y contrarrestar el uso de armas de destrucción masiva. El centro opera en conjunto con los servicios de inteligencia nacionales y extranjeros, incluida Interpol. Cada uno de sus operadores realiza cursos en el extranjero en cooperación con varios países socios para mejorar constantemente sus capacidades.Los materiales, equipos e infraestructuras necesarios se han ido mejorando constantemente a lo largo de los años.
La unidad también es la primera en participar en operaciones nacionales e internacionales de alto riesgo, la primera a mediados o fines de los años 1990 y la segunda a partir de 2001, perdiendo un número no revelado de militares. Georgia es un miembro activo y asesor de la coalición antiterrorista mundial y participa constantemente en operaciones multinacionales.

### Prevención y proliferación de amenazas químicas, biológicas, radiológicas y nucleares
Georgia es un centro regional de investigación biológica y virológica y también alberga numerosas instalaciones militares y de investigación soviéticas, así como zonas de almacenamiento que contienen sustancias radioactivas y químicas.   Dichas instalaciones están sujetas a un estado permanente de control y vigilancia por parte del SSSG. Sin embargo, en los territorios ocupados no se han aplicado medidas de seguridad internacionales, por lo que se mantienen las rutas de tránsito y la vulnerabilidad al contrabando de material CBRN a través del país es mucho mayor de lo que ya existe.   
Estas debilidades han sido explotadas en múltiples ocasiones a lo largo de los años. Se han producido numerosos intentos de introducir o sacar del país uranio empobrecido y enriquecido, pero la mayoría de ellos han sido evitados gracias a medidas investigativas y operativas. Sólo en el período más reciente, más de 19 personas han sido detenidas acusadas de tráfico ilícito de material nuclear en cuatro incidentes.
Georgia trabaja en estrecha colaboración con los EE. UU., la ONU, los países socios y el CoE CBRN y fue la primera nación en elaborar y adoptar la Estrategia y el Plan de Acción de la UE, convirtiéndose así en uno de los principales miembros de la iniciativa de las 28 naciones. Una de las prioridades del SSSG es convertirse también en miembro de la Alianza Global del G7 contra la proliferación de armas y materiales de destrucción masiva .  

## Cooperación internacional
En 2016 se firmó un acuerdo de cooperación entre el SSEG y el Comité de Seguridad Estatal de Bielorrusia (KGB)y entró en vigor en 2021. En el momento en que entró en vigor, su relación fue criticada por el papel del KGB en la represión de las protestas bielorrusas de 2020 y 2021.

## Estructura
El SSEG está formado por las siguientes entidades estructurales:
- Administración
- Centro antiterrorista
- Agencia Anticorrupción
- División de contrainteligencia
- División de Seguridad del Estado
- División de Información y Análisis
- División Técnico-Operativa
- División de Medidas Operativas
- División económica
- Departamento de Operaciones Especiales
- División de Protección de Instalaciones
- División Principal Recursos Humanos
- Inspección general